# هبة عبد الغني
هبة عبد الغني (5 ديسمبر 1976 -)، ممثلة ومغنية مصرية.
درست بكلية الآداب بجامعة الإسكندرية قسم الدراسات المسرحية شعبة تمثيل وإخراج وتخرجت منها 2002 بدات الغناء في سن صغيره بالمدرسة ثم بدأت التمثيل كهاويه بمسرح كلية الحقوق جامعة الإسكندرية قبل انتقالها إلى دراسة المسرح بكلية الأداب.

## وصلات خارجية
- هبة عبد الغني على موقع الدهليز
- هبة عبد الغني على موقع قاعدة بيانات الأفلام العربية

| أيقونة بذرة | هذه بذرة مقالة عن ممثل مصري أو ممثلة مصرية بحاجة للتوسيع. فضلًا شارك في تحريرها. |